# Oreanda

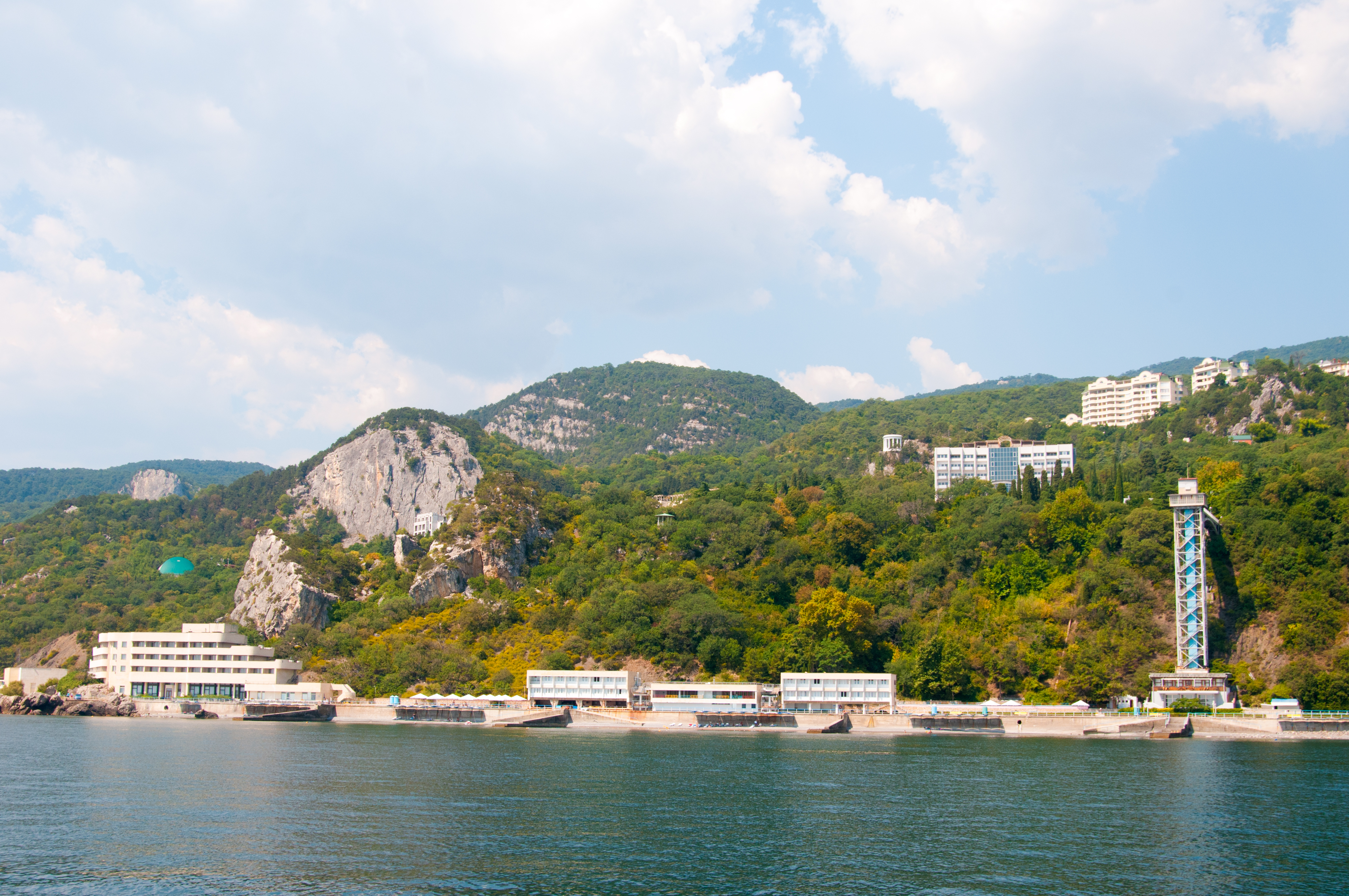
Vue d'Oreanda-d'en-bas.

Oreanda (Ореа́нда) est une station balnéaire et un village de type urbain du sud de la république autonome de Crimée, en Ukraine, occupée par la Russie depuis 2014, dans l'agglomération urbaine de Yalta. Oreanda appartient à la municipalité de Yalta et à la communauté urbaine de Livadia. Sa population à l'année était de 902 habitants en 2013 et de 837 habitants en 2016.

## Géographie
Oreanda se trouve au bord de la mer Noire, à 5 km au sud  de la ville de Yalta sur la route Yalta-Aloupka.

## Histoire

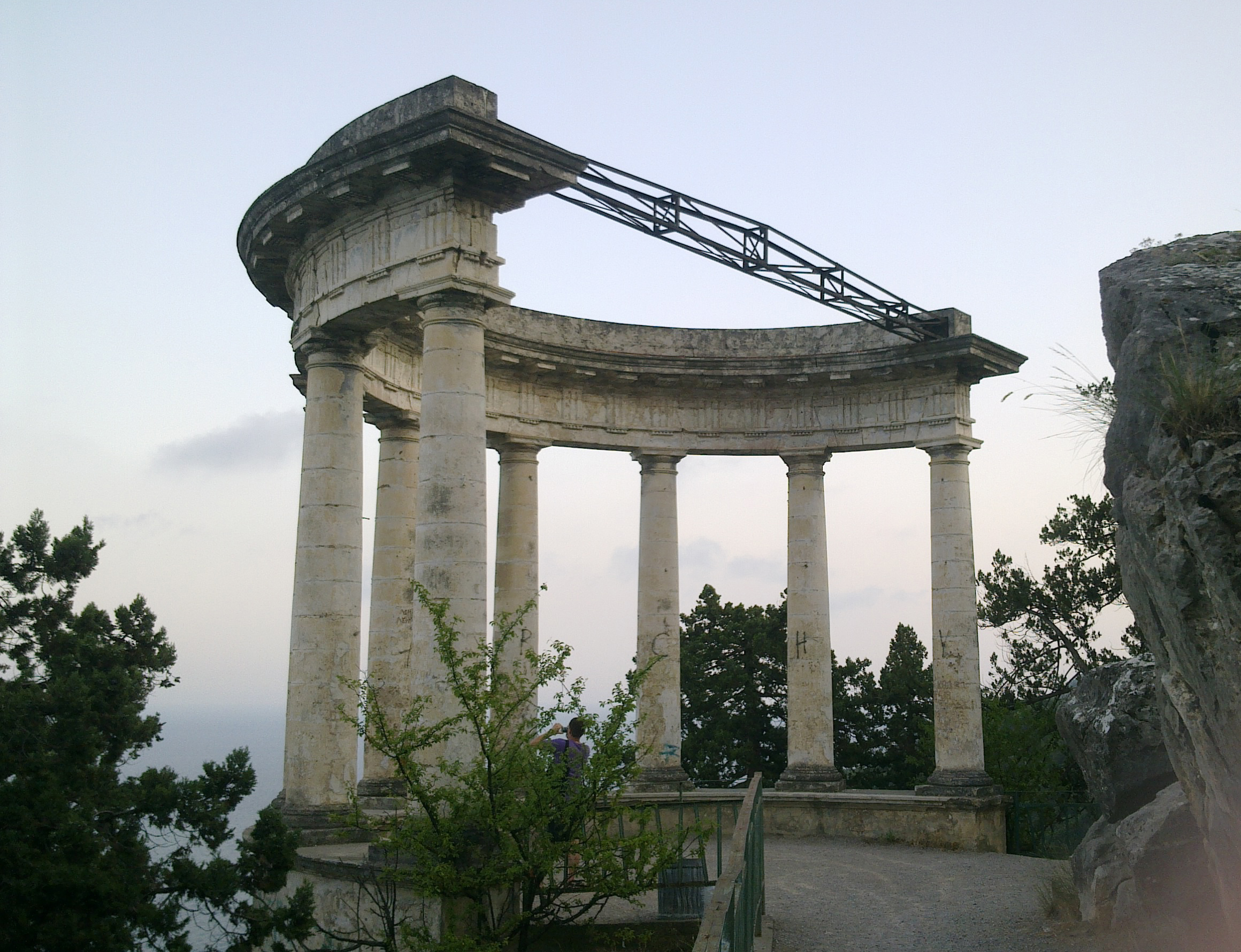
Rotonde donnant sur la mer, au bord du sentier solaire (autrefois sentier impérial) à Oreanda.

Oreanda aurait été fondée par des Goths de Crimée et peuplée de leurs descendants auxquels se sont ajoutés les Alains, puis des habitants des environs. Ils adoptent officiellement le christianisme au IVe siècle et sont vassaux de l'Empire romain d'Orient, en tant qu'éparchie gothe soumise au patriarcat de Constantinople.
En 1381, la république de Gênes traite avec Elias-Bey et acquiert la partie méridionale montagneuse de Crimée jusqu'au nord-est de Balaclava, insistant sur le fait que « les peuples qui habitent sur ces terres sont chrétiens ». Il y établissent des comptoirs et administrent la région dans une entité nommée « capitainerie de Gothie » dont fait partie Oreanda (appelée Orianda dans les cartolfri della Masseria conservés à Gênes). La capitale est alors Caffa (l'ancienne Théodosie).

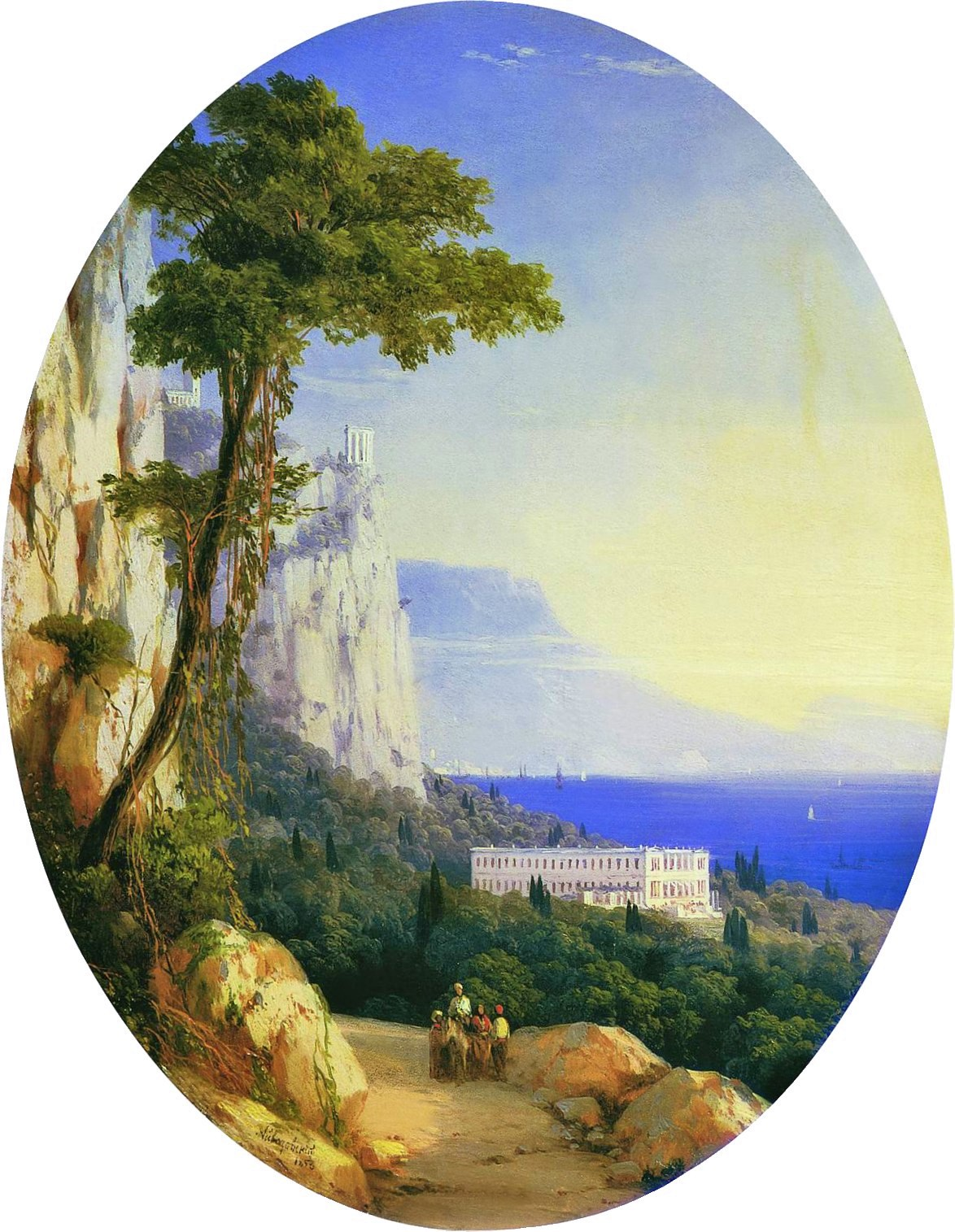
Vue d'Oreanda par Aïvazovski avec la résidence impériale au fond (1858).

Au XVe siècle, la région est saccagée et pillée par les Turcs ottomans et Oreanda et la Crimée entrent en 1475 dans l'Empire ottoman. Désormais la région est administrée par le sandjak de Keffé (nouveau nom de Caffa), devenu elayet par la suite. Au début de l'occupation turque, la population d'Oreanda est enregistrée au sein de celle d'Inkirman. Les premiers recensement de cette époque indiquent qu'il y avait dans le sandjak de Keffé les villages de Miskhor et Ourianda (Oreanda aujourd'hui) au sein desquels se trouvaient une famille convertie à l'islam et soixante-sept familles non musulmanes (c'est-à-dire chrétiennes orthodoxes), dont trois familles avait perdu leur « père-nourricier ». Par la suite, le village s'appauvrit et se vide de ses habitants. La Crimée devient russe sous le règne de Catherine II et place les chrétiens, notamment pontiques, sous sa protection.
Pallas qui demeurait en Crimée à la fin du XVIIIe siècle fait mention, dans son ouvrage datant de 1794, Bemerkungen auf einer Reise in die suedlichen Statthalterschaften des Russischen Reichs in den Jahren 1793 und 1794, de la localité d'Ourgenda (Oreanda).
Dans la première moitié du XIXe siècle, l'endroit et ses terres appartiennent au domaine du comte polonais Stanislas Potocki, puis il est vendu comme bien privé à la famille impériale. L'empereur Nicolas Ier fait construire en 1852 une résidence confortable selon les plans de Stackenschneider, entourée d'un parc luxuriant, afin d'en faire profiter sa femme, l'impératrice Alexandra de santé très fragile, mais ils n'en profitèrent qu'une saison à cause de la guerre de Crimée. L'empereur lui-même mourut en 1855. Parmi ses hôtes, l'on peut noter la présence à cette époque de Mark Twain. Après la mort de Nicolas Ier, la demeure et son domaine sont transmis à son deuxième fils, le grand-duc Constantin, qui raffolait de l'endroit. Selon la «Liste des localités habitées du gouvernement de Tauride en 1864», Mourgoudou (située à Oreanda-la-Haute) comprend la « datcha », c'est-à-dire la résidence de villégiature de la grande-duchesse Hélène avec quatre fermes et six habitants près de la source Laconi. En 1882, le palais est totalement détruit par un incendie. Dans l'annuaire statistique du gouvernement de Tauride de 1915, il est fait aussi mention de la résidence de villégiature de la princesse Dolgorouki à Oreanda-la-Haute.
En 1948, le village est doté d'un nouveau sanatorium (nom donné à l'époque soviétique aux établissements de repos pour les congés payés) appelé Nijnaïa Oreanda (Oreanda d'en-bas) et dans les années 1950 le sanatorium Glitsinia (Glycine). Ces établissements étaient réservés à des scientifiques, à des diplomates et à des représentants éminents de la culture et des apparatchiks importants.
Aujourd'hui, il existe une dizaine d'hôtels et de sanatoriums (ou maison de repos) qui montent de la plage (Oreanda-d'en-bas) jusqu'à la paroi montagneuse (Oreanda-la-Haute).

## Tourisme et patrimoine
C'est à Oreanda qu'est vinifié un vin de type « Xérès » par la compagnie agro-viticole Massandra.
Le parc d'Oreanda fait partie du patrimoine protégé.
Tchekhov s'inspire des lieux pour situer des scènes de promenade de sa nouvelle La Dame au petit chien (1899). 

## Illustrations

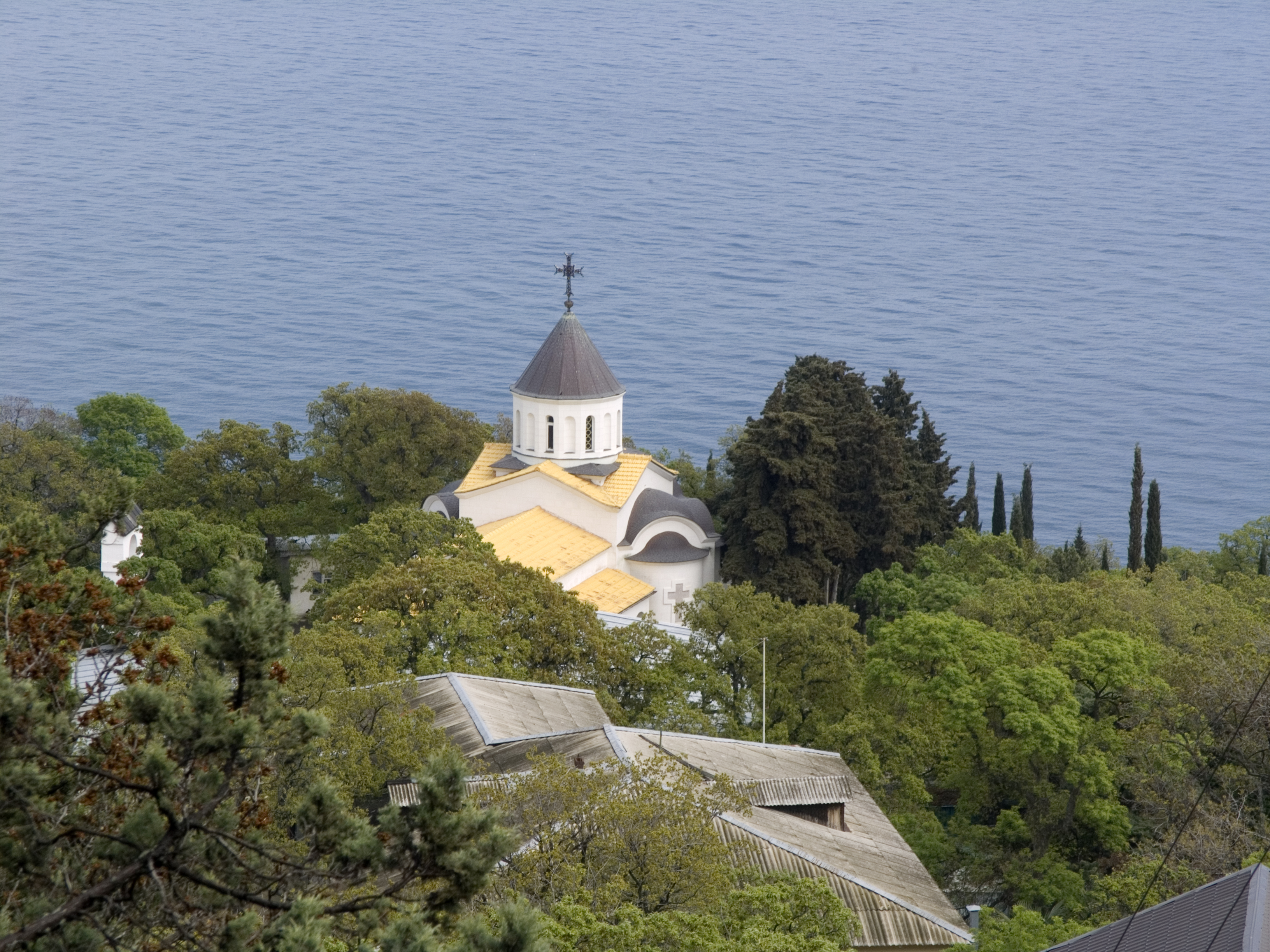
Église d'Oreanda-d'en-bas, construite en 1885.
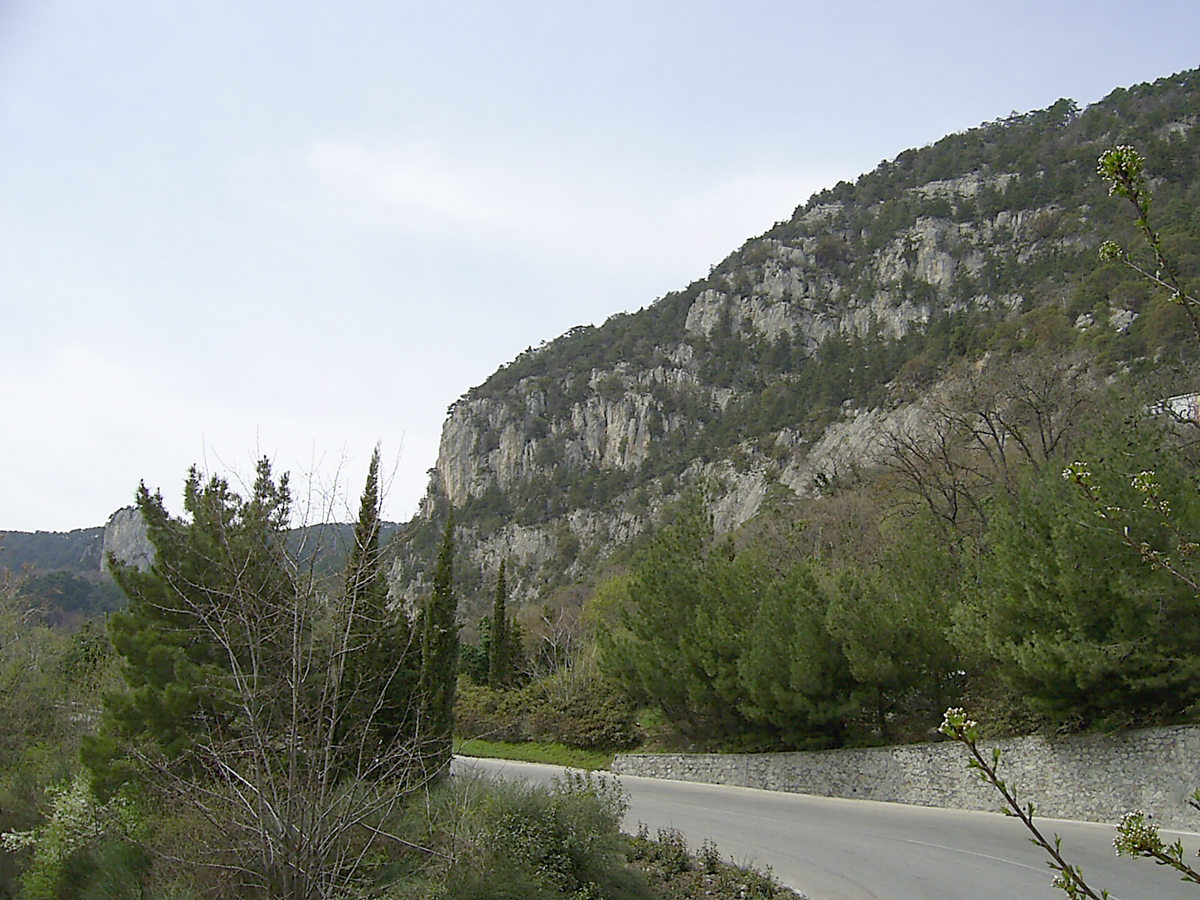
Le mont Aï-Nikola.
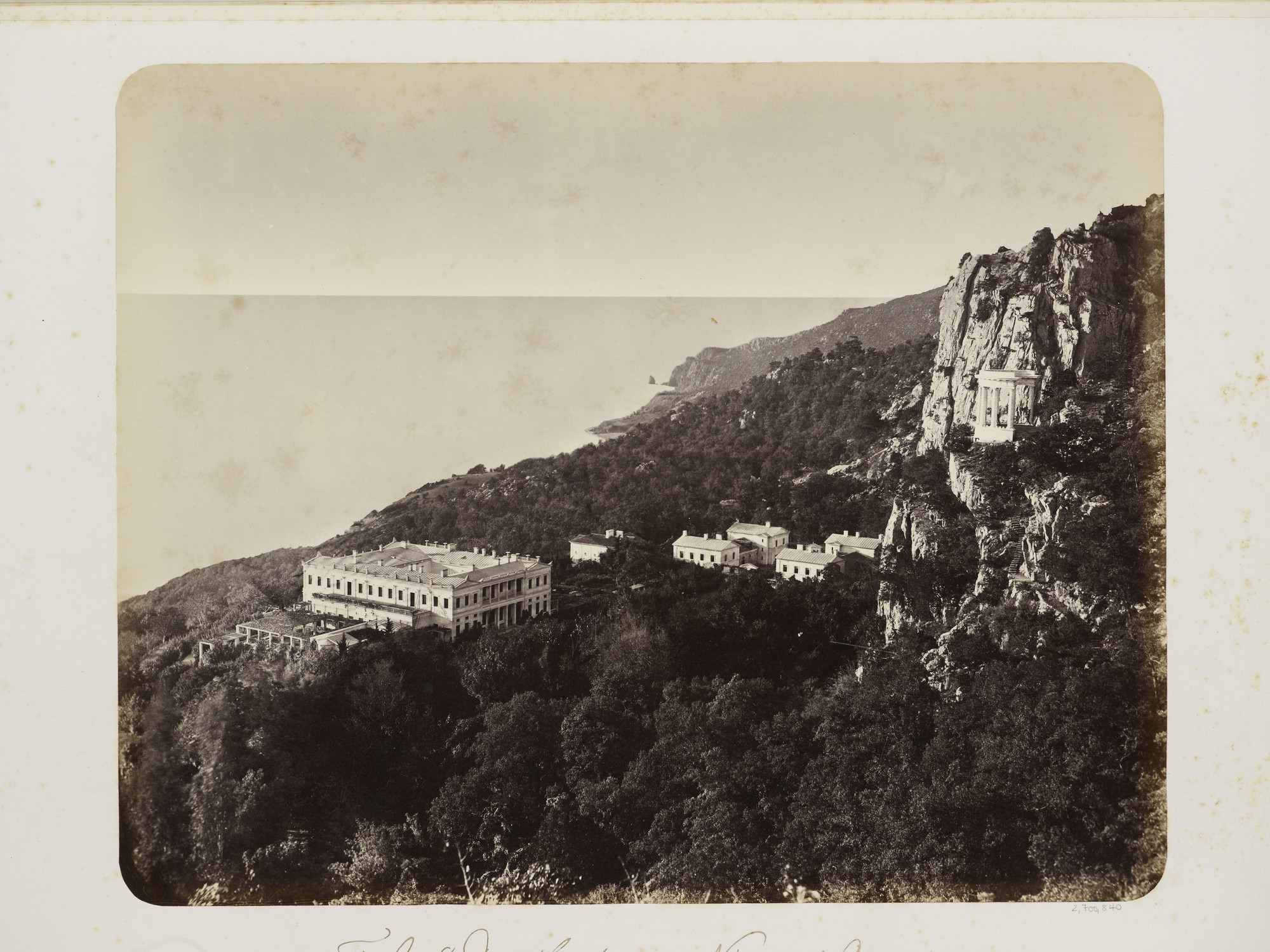
La résidence impériale en 1869 avec la rotonde à droite en haut.